# Лесли, Лори
Ло́уренс Гра́нт Ле́сли (англ. Lawrence Grant Leslie; 17 марта 1935, Эдинбург — 4 июня 2019) — шотландский футболист, игравший на позиции вратаря.

## Биография

### Игровая карьера
После службы в Королевской артиллерии Лесли присоединился к клубу «Хиберниан», где основным вратарём был Томми Янгер. Лесли стал основным вратарём команды после того, как Янгер перешёл в «Ливерпуль» и в 1958 году дошёл до финала Кубка Шотландии, в котором «Хибс» проиграли «Клайду» со счётом 1:0. Всего за три сезона Лесли сыграл за «Хибс» во всех турнирах 98 матчей, среди которых 75 матчей в Первом дивизионе.
В ноябре 1959 года перешёл в «Эйрдрионианс»; сумма трансфера составила 4 475 фунтов стерлингов. В своём первом сезоне за новую команду он сыграл только 11 матчей. В сезоне 1960/61 он стал основным вратарём и капитаном команды, сыграв за команду 31 матч по ходу нового сезона.
В июне 1961 года перешёл в «Вест Хэм Юнайтед»; сумма трансфера составила 14 000 фунтов стерлингов. В составе «молотобойцев» отыграл два сезона в качестве основного вратаря, но в ноябре 1962 года в матче с «Болтон Уондерерс» получил перелом ноги и выбыл из строя на шесть месяцев. В мае 1963 года вернулся в строй и сыграл 4 матча. В сезоне 1963/64 основным вратарём стал Джим Стэнден и Лесли стал уже запасным вратарём.
В октябре 1963 года покинул «Вест Хэм» и перешёл в «Сток Сити»; сумма перехода составила 14 000 фунтов стерлингов. В составе «гончаров» он играл в качестве основного вратаря два сезона, но с приходом в команду Джона Фармера потерял место в основном составе и в сезоне 1965/66 сыграл 12 матчей.
Летом 1966 года Лесли перешёл в «Миллуолл», в составе которого отыграл два сезона.
Последним клубом в карьере для него стал «Саутенд Юнайтед», за который сыграл 13 матчей и в 1969 году завершил карьеру в возрасте 34 лет.

### Смерть
Скончался 4 июня 2019 года в возрасте 84 лет.